# Molukken
De Molukken (Maluku) is een eilandengroep in het oosten van de Indonesische Archipel, geografisch gelegen tussen Sulawesi (Celebes), de Filipijnen, Nieuw-Guinea en Timor. De eilanden maken deel uit van de Australaziatische regio en vormen een overgangsgebied tussen Zuidoost-Azië en Oceanië, met zowel kenmerken van de Sunda-eilanden als van Melanesië. De Molukken behoren geografisch tot Melanesië, maar politiek tot Indonesië.
De Molukken worden omringd door verschillende randzeeën: in het noorden de Molukse Zee en de Halmaherazee, in het oosten en zuiden de Bandazee en de Seramzee, en verder naar het zuiden de Arafurazee en de Timorzee.
Historisch gezien maakten de Molukken deel uit van de deelstaat Oost-Indonesië (Negara Indonesia Timur, NIT) binnen de Verenigde Staten van Indonesië (Republik Indonesia Serikat, RIS). In 1950 werd deze deelstaat ontbonden en gingen de Molukken op in de Republiek Indonesië. Dit proces verliep niet zonder conflict: een deel van de bevolking verzette zich tegen de Indonesische integratie, wat leidde tot de uitroeping van de Republiek der Zuid-Molukken (RMS) op 24 april 1950. 
De Indonesische regering onderdrukte deze onafhankelijkheidsbeweging militair, waarna veel Molukkers – met name KNIL-militairen en hun families – naar Nederland werden overgebracht.

## Etymologie
Algemeen wordt aangenomen dat de naam "Molukken" is afgeleid van Jazirat al-Muluk, wat 'Eiland der Koningen' betekent, een benaming die Arabische handelaren aan deze eilandengroep hebben gegeven. Omdat de naam echter al vermeld wordt in een 14e-eeuws Majapahitisch gedicht, de Nagarakretagama, die daarmee voorafging aan de komst van de islam en daarmee Arabische taalinvloeden in de Molukken aan het einde van de 15e eeuw, beweren andere bronnen dat de naam uit een lokale taal komt en "het hoofd van de stier" of "het hoofd van iets groots" betekent.
Oorspronkelijk was het gebied dat de term 'Molukken' bestreek veel beperkter dan de hedendaagse Indonesische provincies Molukken en Noord-Molukken. Historisch gezien verwijst de term 'Molukken' alleen naar de vier koninklijke centra in de Noord-Molukken, namelijk Ternate, Tidore, Batjan en de stadstaat Jailolo op Halmahera. Er was een soort statenbond bestaande uit deze vier koninkrijken die waarschijnlijk ontstond in de 14e eeuw en Moloku Kie Raha oftewel "Vier Bergen van de Molukken" heette. Geschriften en kaarten van de Vereenigde Oostindische Compagnie uit de 17e en 18e eeuw behandelen de Banda-eilanden, Ambon, Seram en de Kei-eilanden nog steeds als van de Molukken te onderscheiden eilandengroepen. Zo impliceerde de 'Kaart der Molukze Naburige Eilanden' (1753) middels die titel dat deze eilanden niet tot de Molukken zelf behoorden, al werden ze er inmiddels wel mee geassocieerd. 

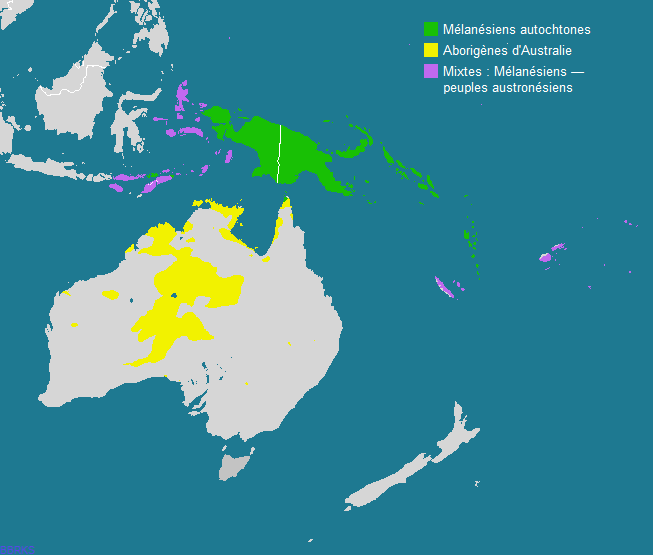
Kaart gebieden Melanesisch en Austronesisch DNA
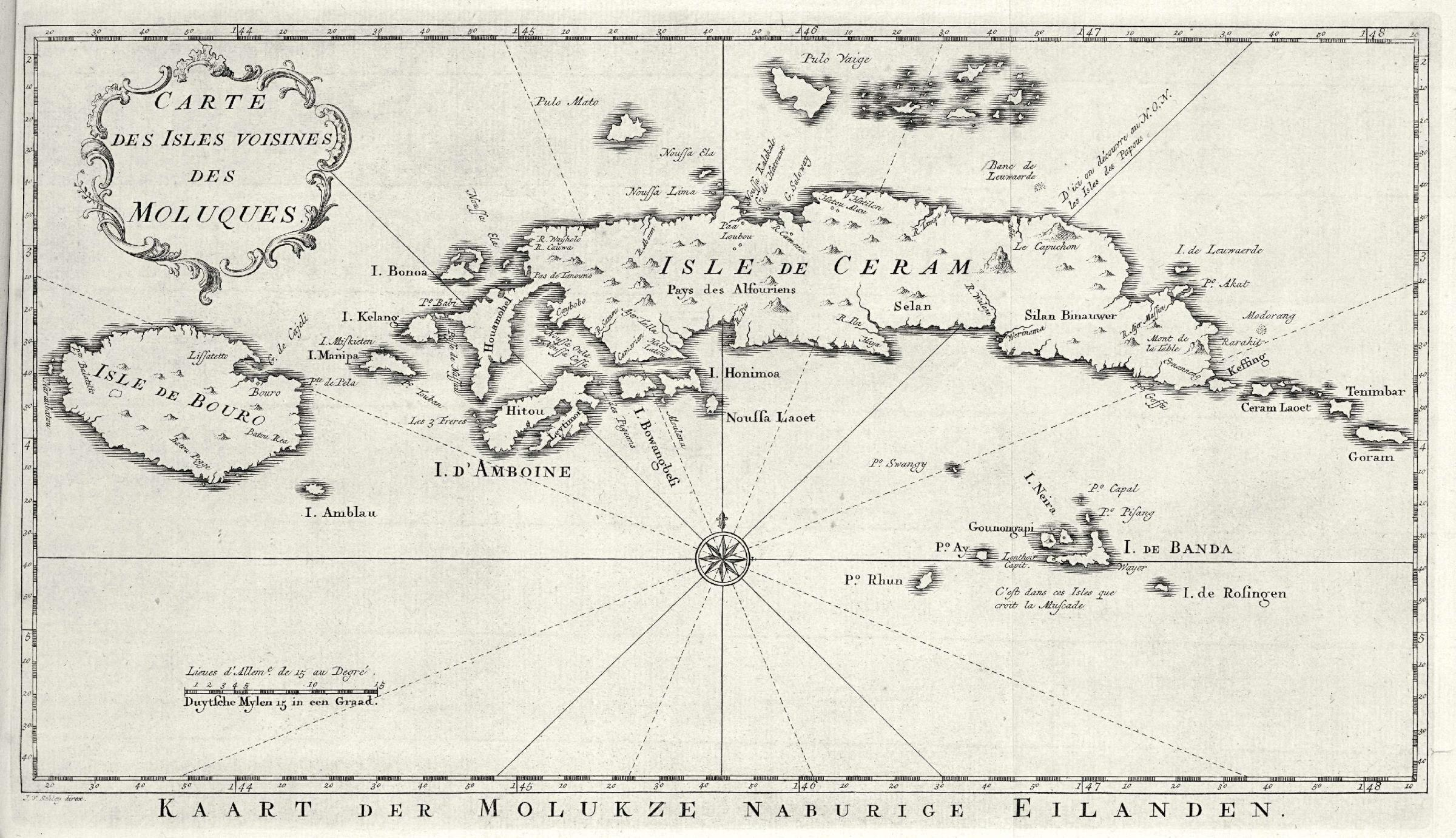
'Kaart der Molukze Naburige Eilanden'.
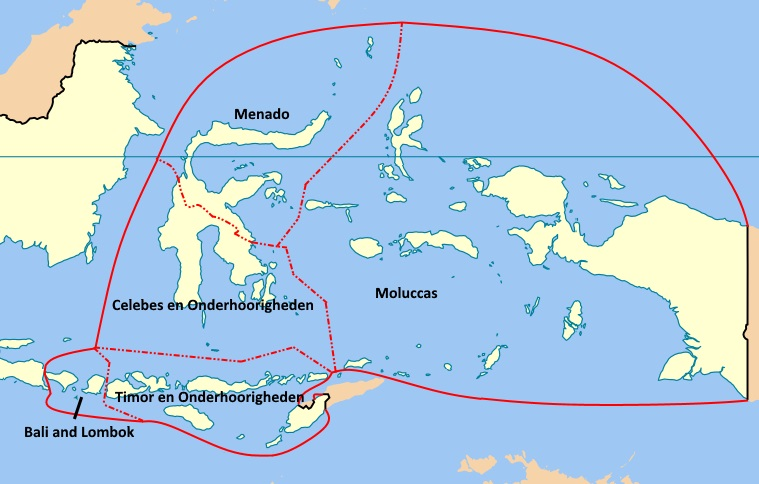
De regio Groote Oost van Nederlands-Indië 1938–1946
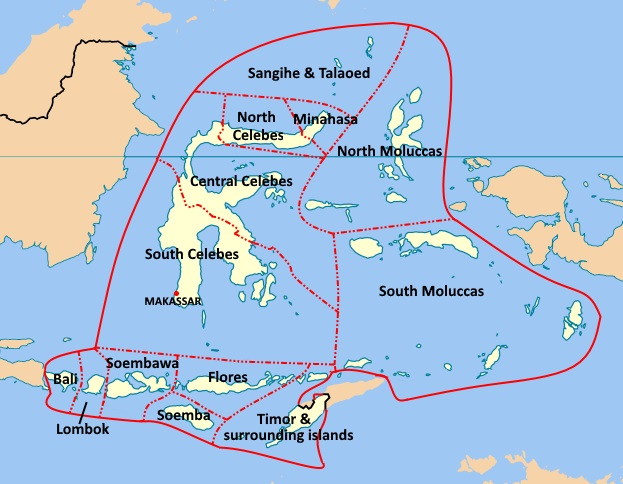
De regio's van de staat Oost-Indonesië 1946 1950

## Geografie
De eilandengroep is verdeeld over twee provincies:
- Molukken (Maluku ook wel Zuid-Molukken genoemd, Maluku Selatan)
- Noord-Molukken (Maluku Utara)

De Molukse eilandengroep bestaat uit de volgende delen:
- in het noorden (provincie Noord-Molukken): Halmahera, Ternate, Tidore en de Batjaneilanden (waarvan Batjan het grootste is);
- in het midden (provincie Noord-Molukken): de Obi- en Soela-eilanden;
- in het zuiden (provincie Molukken): Ceram, Buru, Ambon en de Lease-eilanden;
- in het zuiden van de Bandazee (provincie Molukken): Kei-, Tanimbar-, Banda-, Babar- en Zuidwestereilanden.

De Aru-eilanden, die ten oosten van de Lydekkerlijn en zodoende op de Australische Plaat liggen, worden niet per se tot Oceanië gerekend. Vanuit andere zoals etnische invalshoeken kan het ook tot Zuidoost-Azië worden gerekend.
De Molukken bestaan uit ruim duizend eilanden waarvan meer dan de helft onbewoond is. Op de bewoonde eilanden zijn verschillende volken met zeer uiteenlopende tradities en gewoonten te vinden.

## Geschiedenis
Er is bewijs van een oude en rijke handelstraditie op de eilanden. Er zijn Chinese en Indiase munten aangetroffen uit de Oudheid.
Vanaf de 14e eeuw kwamen de Molukken na het rijk van Majapahit onder islamitische invloed te staan. Arabische en Perzische handelaren hadden in de eeuw daarvoor de islam al geïntroduceerd in wat nu Maleisië, Indonesië en de Filipijnen is. Over de hele Indische Archipel ontstonden sultanaten, waaronder ook op de Molukken.
In de 16e eeuw kwamen Europese handelaren naar het gebied voor specerijen. De Portugees Francisco Serrão bereikte in 1512 als eerste Europeaan de Banda-eilanden en Ternate. De Portugezen hadden in 1511 al het Sultanaat Malakka veroverd en daarmee de handelsroute tussen de moslims en China afgesneden. De moslimheersers van Ternate vreesden voor de toenemende invloed van de christenen en wisten de Portugezen te verjagen. Deze verlieten het gebied en vestigden zich op Ambon, wat het centrum werd van Portugese activiteiten in de regio. De sultans van Ternate ontpopten zich als felste tegenstanders van de Portugezen; het sultanaat groeide uit tot een belangrijke macht in de regio.
De Molukken waren ook het doel van Ferdinand Magellaan op diens zeilreis rond de wereld (1519-1522). Na de Portugezen en Spanjaarden kwamen ook Engelsen en Nederlanders. De Verenigde Oost-Indische Compagnie veroverde als vertegenwoordiger van de Nederlandse Staat belangrijke handelsgebieden in Oost- en Zuidoost-Azië. De Molukken waren erg belangrijk voor de VOC vanwege onder andere de handel in kruidnagel en nootmuskaat. De sultan van Ternate, in wiens koninkrijk veel kruidnagel geproduceerd werd, verkeerde in oorlog met de Portugezen, die op hun beurt weer bondgenoten waren van het sultanaat Tidore. De VOC bedong een exclusief leverantie-contract met Ternate in ruil voor militaire steun. In 1605 verdreef de VOC daarop de Portugezen uit Tidore. Spaanse troepen afkomstig van de Filipijnen bezetten daarop een gedeelte van Ternate. De VOC bouwde als reactie hierop in 1607 een groot fort op Ternate ter bescherming van haar eigen belangen.
In de decennia na de deling van Ternate werd er veel gevochten op de Molukken. Gaandeweg wisten de Nederlanders de situatie naar hun hand te zetten en de Spanjaarden in het defensief te dringen. In 1662 ontruimden de Spanjaarden de Molukken, omdat zij hun troepen nodig achtten voor de verdediging van de Filipijnen.
De hoofdvestiging van de VOC was het Fort Oranje, gelegen op Ternate. Verder was er een aantal kleinere vestingen in het gebied. Minahasa, de noordelijke punt van Celebes, stond sinds 1679 onder Nederlands gezag. De reden daarvoor was dat dit gebied (wegens de aanwezige rijstvelden) voor de voedselvoorziening van de Molukken van belang werd geacht.

## Molukkers tijdens de Tweede Wereldoorlog en de reis naar Nederland

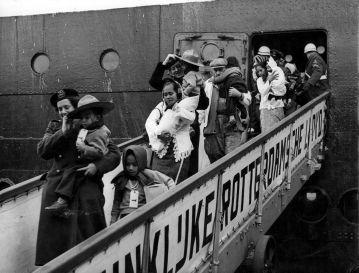
Aankomst van Molukkers in Rotterdam, 1951

Na de overheersing van Japan over Nederlands-Indië tijdens de Tweede Wereldoorlog, wilde Nederland de heerschappij over Nederlands-Indië herstellen. De inheemse Indonesiërs kwamen daar echter tegen in opstand en onder leiding van Soekarno brak tussen 1945 en 1949 een opstand uit. De Nederlandse regering gaf het Koninklijk Nederlandsch-Indisch Leger (KNIL) opdracht daar tegen te strijden. Molukse militairen waren een soort elitekorps van het KNIL en het meest gevreesd. De Indonesische overheid beschouwde hen als handlangers van de voormalige Nederlandse kolonisator, maar desondanks gold ook voor hen het aanbod op te gaan in het Indonesisch leger. Sommigen deden dat, anderen waren bang voor 'afrekeningen' vroeg of laat. Nederland streefde naar een federaal Indonesië waarin de Molukken een vorm van zelfbeschikking zouden krijgen. Maar nadat de regering van Nederland internationaal, met name van de Verenigde Staten, geen steun kreeg bij haar pogingen de kolonie te behouden, was de rol van Nederland uitgespeeld. Hoewel bij de soevereiniteitsoverdracht bedongen werd dat er een federale structuur zou komen, verklaarde Indonesië al snel de invoering van een eenheidsstaat. Toen daarop op 25 april 1950 de 'Republik Maluku Selatan' (RMS) werd uitgeroepen, deed Nederland dit af als een opstand van rebellen. Ineens zaten de Molukse militairen, als voormalige strijders in het Nederlandse leger tegen de Indonesische Republiek op Java, in een benarde positie. Uiteraard waren zij als collaborateurs bij de plaatselijke bevolking niet erg geliefd. Als 'tijdelijke' oplossing werden de 4000 Molukse KNIL'ers met hun gezinnen (in totaal ongeveer 12.500 personen) met troepenschepen naar Nederland gehaald, waar zij te horen kregen dat ze waren ontslagen uit militaire dienst.

## Godsdiensttwisten
De provincies worden hoofdzakelijk bewoond door de Molukkers, al zijn er de laatste jaren vanwege de overbevolking in Indonesië ook personen van andere Indonesische eilanden op de Molukken komen wonen, met name uit Java. Dit heeft als javanisatie in bepaalde gevallen tot de nodige spanningen geleid, vooral op religieus terrein.
Bijna de helft van de Molukkers is namelijk het christelijk geloof toegedaan, in tegenstelling tot de overgrote meerderheid in Indonesië, die islamitisch is. Tussen de moslims en christenen op de Molukken onderling waren er vóór de immigratie van Javanen geen problemen. De Javanen waren echter strenger in de islamitische leer dan de moslims van de Molukken, wat tot botsingen en ernstige ongeregeldheden leidde. Toen het Indonesische leger ingreep, werd het ervan beschuldigd de kant van de moslims te hebben gekozen. Deze beschuldiging werd onder andere geuit door de later vermoorde mensenrechtenactivist Munir Said Thalib. Sindsdien bestaat er weer – zij het een tamelijk broze – vrede.